# Bakari Hendrix
Bakari Akil Hendrix (Portland, 23 maggio 1977) è un ex cestista statunitense, professionista nella NBDL.

## Palmarès
- CBA Rookie of the Year (1999)
- CBA All-Rookie First Team (1999)